# Palisades (New York)

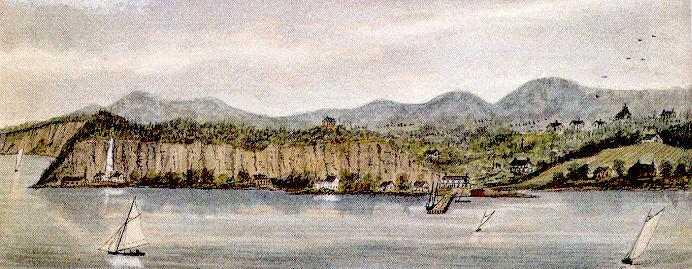
Sneden’s Landing von Robert Knox Sneden, 1858

Palisades ist ein Ortsteil der Stadt Orangetown im  US-amerikanischen Bundesstaat New York.
Er war früher als Sneden’s Landing und dann als Rockland bekannt und liegt nördlich von Rockleigh und Alpine (New Jersey); östlich von Tappan; südlich von Sparkill und westlich des Hudson River. 
Palisades verfügt über eine eigene Bibliothek und eine Post. Der Ortsteil besteht fast ausschließlich aus Wohnbebauung,  mit Ausnahme eines kleinen Industriegebiets an der Grenze zu Tappan. Das als Sneden's Landing bekannte Gebiet liegt im östlichen Teil von Palisades zwischen dem US Highway 9W und dem Hudson River. 
In Palisades gibt es das als Denkmal eingetragene historische Viertel Closter Road – Oak Tree Road Historic District. Dieses umfasst das Gebiet von der Nordseite der Closter Road und der Südseite der Oak Tree Road, ca. 800 m westlich von US Highway 9W (Liste der Registered Historic Places in New York). Auch bedeutend ist das Lamont-Doherty Earth Observatory (der Columbia University). Sneden's Landing wird in Alec Wilders Song „Did You Ever Cross Over to Sneden’s?“ erwähnt.

## Tourismus

### Historische Stätten
- Skunk Hollow – (Nord-Eingang der Lamont-Doherty Earth Observatory) Route 9W.
- Cliffside (Palisades, New York) (NRHP)
- Closter Road-Oak Tree Road Historic District – (NRHP)
- Washington Spring Road-Woods Road Historic District – (NRHP)

### Interessante Orte
- Abner Concklin House. (NRHP)
- Big House. (NRHP)
- Haring-Eberle House. (NRHP)
- Little House. (NRHP)
- Neiderhurst. (NRHP)
- Seven Oaks Estate. (NRHP)